# Apoštolská nunciatura v Polsku
Nunciatura v Polsku je jedna z nejstarších, byla zřízena už v roce 1519. Po zániku Polska (1797) přestali být nunciové jmenováni, nunciatura byla obnovena v roce 1918. V době komunismu byl od roku 1975 v Polsku apoštolský delegát, od roku 1989 je v Polsku znovu nuncius.

## Seznam apoštolských nunciů v Polsku
- 1519–1521 Zachario Ferreri
- 1522–1523 Tomas Crnić (de’Negri)
- 1524–1526 Giovanni Antonio Bulleo
- 1525–1526 Nicolò Fabri
- 1525–1527 Giovanni Francesco Cito OFM
- 1536 Pamfilio Strasoldo
- 1539–1540 Girolamo Rorario
- 1542 Otto Truchseß von Waldburg
- 1548 Girolamo Martinengo
- 1553 Marco Antonio Maffei
- 1555–1557 Luigi Lippomano
- 1558–1559 Camillo Mentovati
- 1560–1563 Berardo Bongiovanni
- 1563–1565 Giovanni Francesco Commendone
- 1565–1568 Giulio Ruggieri
- 1568–1573 Vincenzo dal Portico
  - 1571–1573 Giovanni Francesco Commendone, kardinál legát
- 1573–1578 Vincenzo Lauro
- 1578–1581 Giovanni Andrea Caligari
- 1581–1585 Alberto Bolognetti
- 1584–1587 Girolamo Vitalis di Buoi
- 1586–1591 Annibale di Capua
  - 1588–1589 Ippolito Aldobrandini, kardinál legát
  - 1592 Jerzy Radziwiłł, kardinál legát
- 1592–1598 Germanico Malaspina
- 1596–1597 Heinrich Cajetan
- 1598–1607 Claudio Rangoni
- 1606–1612 Francesco Simonetta
- 1612–1614 Lelio Ruini
- 1614–1621 Francesco Diotallevi
- 1621–1622 Cosmo de Torres
- 1622–1627 Giovanni Battista Lancellotti
- 1627–1630 Antonio Santacroce
- 1630–1636 Onorato Visconti
- 1635–1643 Mario Filonardi
- 1645–1652 Giovanni de’Torres
- 1652–1660 Pietro Vidoni
- 1660–1668 Antonio Pignatelli
- 1668–1670 Galeazzo Marescotti
- 1670–1671 Francesco Nerli
- 1671–1673 Angelo Maria Ranuzzi
- 1673–1675 Francesco Buonvisi
- 1675–1681 Francesco Martelli
- 1680–1688 Opizio Pallavicini
- 1687–1689 Giacomo Cantelmo
- 1690–1696 Andrea Santacroce
- 1696–1700 Giovanni Antonio Davia
  - 1698 (zvláštní vyslanec:) Fabrizio Paolucci
- 1700–1703 Francesco Pignatelli
- 1703–1706 Orazio Filippo Spada
- 1706–1708 Giulio Piazza
- 1707–1712 Nicolò Spinola
- 1712–1713 Benedetto Odescalchi-Erba
- 1713–1721 Girolamo Grimaldi
- 1720–1721 Girolamo Archinto
- 1722–1728 Vincenzo Santini
- 1728–1738 Camillo Paolucci
- 1738–1746 Fabrizio Serbelloni
- 1746–1754 Alberico Archinto
- 1754–1760 Nicolo Serra
- 1760–1767 Antonio Eugenio Visconti
- 1767–1772 Angelo Maria Durini
- 1772–1776 Giuseppe Garampi
- 1776–1784 Giovanni Andrea Archetti
- 1784–1794 Ferdinando Maria Saluzzo
- 1794–1797 Lorenzo Litta

### Po obnovení Polska v roce 1918
- 1918–1921 Achille Ratti
- 1921–1927 Lorenzo Lauri
- 1928–1936 Francesco Marmaggi
- 1936–1947 Philippo Cortesi
- 1975–1986 Luigi Poggi
- 1986–1989 Francesco Colasuonno
- 1989–2010 Józef Kowalczyk
- 2010–2016 Celestino Migliore
- 2016–2023 Salvatore Pennacchio
- od 2023 Antonio Guido Filipazzi